# ابرادوش
ابرادوش، نام یک روستایی در ایلام است. به استناد کتیبه‌های داریوش یکم (DSf و DSz)، ستون‌های سنگی‌ای که برای ساختن قصر شوش استفاده گردیده، از این روستا آورده‌اند. در نسخه ایلامی همان کتیبه‌ها، اسم روستا هپردوش (Hapiraduš) نامیده شده است.